# Rio Jerer
O rio Jerer é um curso de água intermitente do leste da Etiópia. É um dos afluentes do rio Fafen. Nasce próximo à cidade de Djidjiga e depois flui na direção sul-leste.